# Cantonul Tavernes
Cantonul Tavernes este un canton din arondismentul Brignoles, departamentul Var, regiunea Provence-Alpes-Côte d'Azur, Franța.

## Comune
- Artignosc-sur-Verdon
- Fox-Amphoux
- Moissac-Bellevue
- Montmeyan
- Régusse
- Sillans-la-Cascade
- Tavernes (reședință)